# O Charada Brasileiro
O Charada Brasileiro é o terceiro álbum de estúdio do músico brasileiro Supla, lançado em 23 de novembro de 2001 pela gravadora Abril Music. O single de maior sucesso do álbum foi "Green Hair (Japa Girl)", canção que foi lançada originalmente pelo antigo grupo de punk rock e hardcore Psycho 69, em 1995 com a letra inteira em inglês. As canções "Humanos" e "Garota de Berlim" são covers das canções de outro antigo grupo de Supla, o Tokyo.
O álbum foi lançado nas bancas e vendeu mais de 300 mil cópias.

## Polêmicas
A faixa-título do álbum, Charada Brasileiro, é considerada por críticos musicais um plágio da música White Power, da banda supremacista branca britânica Skrewdriver.

## Faixas
| N.º | Título                                             | Duração |  |
| 1.  | "O Charada Brasileiro"                             | 2:20    |  |
| 2.  | "Green Hair (Japa Girl)"                           | 3:53    |  |
| 3.  | "Humanos"                                          | 3:33    |  |
| 4.  | "Bizzness (Comídia)"                               | 3:27    |  |
| 5.  | "A Gente Sempre Quer Mais"                         | 4:17    |  |
| 6.  | "Qual o seu Veneno?"                               | 2:26    |  |
| 7.  | "Garota de Berlim"                                 | 3:16    |  |
| 8.  | "Mulher Verdadeira"                                | 2:51    |  |
| 9.  | "Tá Namorando"                                     | 2:52    |  |
| 10. | "Interesseira"                                     | 3:04    |  |
| 11. | "Sex Maniac"                                       | 4:13    |  |
| 12. | "Máfia Italiana"                                   | 3:41    |  |
| 13. | "Uma Grupe Má"                                     | 3:38    |  |
| 14. | "O Rei da Mídia"                                   | 3:33    |  |
| 15. | "Punk Funk" (Inclui a faixa escondida "São Paulo") | 6:01    |  |